# سیارک ۳۷۴۴
سیارک ۳۷۴۴ (به انگلیسی: 3744 Horn-d'Arturo، نامگذاری:1983VE) سه هزار و هفتصد و چهل و چهارمین سیارک کشف شده‌است که در ۵ نوامبر ۱۹۸۳ کشف شد.
قدر مطلق سیارک برابر ۱۲٫۸۰ است.